# Pitcairnia juzepczukii
Pitcairnia juzepczukii är en gräsväxtart som beskrevs av Wilhelm Weber. Pitcairnia juzepczukii ingår i släktet Pitcairnia och familjen Bromeliaceae. Inga underarter finns listade i Catalogue of Life.